# Hylaeamys perenensis
Hylaeamys perenensis es una especie de roedor de la familia Cricetidae.

## Distribución geográfica
Se encuentra en el oeste de Amazonas (sureste de Colombia, al este de Ecuador, al este de Perú, al norte de Bolivia, y el oeste de Brasil). 